# Campionato italiano di hockey su slitta su ghiaccio 2005
Il Campionato italiano di hockey su slitta su ghiaccio 2005 è stata la prima, sperimentale edizione di questo torneo, organizzato dalla Federazione Italiana Sport Disabili (che da marzo del 2005 cambierà nome in Comitato Italiano Paralimpico). Le compagini iscritte sono le tre rappresentative regionali di Piemonte (Tori Seduti), Lombardia (Armata Brancaleone) e Alto Adige (South-Tyrol Eagles).
La formula prevedeva che ogni squadra affrontasse le altre due per quattro volte, due in casa e due in trasferta. I Tori Seduti si sono aggiudicati il titolo.

## Risultati
Al termine dei dodici incontri disputati, la classifica è stata la seguente:

| Pos | Squadra            | G | Pt |
| --- | ------------------ | - | -- |
| 1   | Tori Seduti        | 8 | 12 |
| 2   | Armata Brancaleone | 8 | 6  |
| 3   | South-Tyrol Eagles | 8 | 6  |

1. ↑  Armata Brancaleone seconda per migliore differenza reti.[3]